# Marlow, Vorpommern-Rügen
Marlow là một municipality in the Vorpommern-Rügen (trước thuộc huyện Nordvorpommern) district, in Mecklenburg-Western Pomerania, Đức. It is situated 14 km southeast of Ribnitz-Damgarten.
Bản mẫu:Pomerania